# Pterorthochaetes picinus
Pterorthochaetes picinus är en skalbaggsart som beskrevs av Sharp 1875. Pterorthochaetes picinus ingår i släktet Pterorthochaetes och familjen Hybosoridae. Inga underarter finns listade i Catalogue of Life.